# Alfred Gerstl
Alfred Gerstl (* 3. Juli 1923 in Graz, Steiermark; † 15. November 2016 ebenda) war ein österreichischer Politiker und Sportfunktionär.

## Biografie

### Frühes Leben
Alfred Gerstl wurde als drittes von vier Kindern von Alfred und Maria Gerstl geboren. Sein Vater war Jude, seine Mutter eine zum Judentum konvertierte Katholikin. Da sein Vater um eine Anstellung bei den Österreichischen Bundesbahnen ansuchte, musste er, in Zeiten des aufkommenden Antisemitismus 1924 zum Katholizismus konvertieren; seine Frau folgte ihm und konvertierte ebenfalls zurück. Auch wenn Alfred Gerstl junior ebenfalls getauft wurde, blieb die Familie dennoch ihren jüdischen Wurzeln treu, da sein Vater den Kindern aus der Kabbala lehrte und sich auch mit dem Chassidismus auseinandersetzte.
Im März 1938, nach der Machtübernahme durch die Nationalsozialisten, musste Gerstl zunächst die Musikschule verlassen, und als „Halbjude“ seine Lehre zum Büchsenmacher aufgeben. Obwohl es „arischen“ Firmen verboten wurde, Juden zu beschäftigen, erhielt Gerstl dennoch eine Lehrstelle zum Werkzeugmacher bei der Rüstungsfirma Pengg-Walenta. Zwischen 1939 und 1941 war er sogar Schüler in einer Berufsschule. 1942 wurde er aus Versehen in die Wehrmacht eingezogen, ein Jahr darauf erkannten seine Vorgesetzten den Fehler. Unmittelbar bevor er 1943 von Wien ins KZ Mauthausen deportiert hätte werden sollen, gelang ihm mit Hilfe eines österreichischen Offiziers die Flucht.
In den kommenden beiden Kriegsjahren schloss sich Gerstl einer Grazer Widerstandsgruppe an, der auch seine spätere erste Frau angehörte. Als Kurier war er für den Transport von Lebensmitteln und Informationen nach Slowenien zur dortigen Volksbefreiungsarmee verantwortlich. Auch schleuste er desertierte Wehrmachtssoldaten und ehemalige Zwangsarbeiter nach Slowenien.

### Nachkriegszeit
Nach dem Krieg hielt sich Gerstl mit verschiedenen Gelegenheitsjobs über Wasser, war zunächst Hilfsarbeiter, später Hausverwalter und schließlich von 1945 bis 1948 Sänger in Grazer Gasthäusern. Nachdem er von 1948 bis 1954 einen Lebensmittelhandel geführt hatte, eröffnete er 1954 eine Trafik, die er bis zur Pensionierung, im Jahr 1992 führte; 1968 gründete er eine eigene Handelsagentur.
Gerstl wurde Mitglied der Österreichischen Volkspartei (ÖVP) und wurde 1970 in die Bezirksparteileitung des Grazer Gemeindebezirks Jakomini gewählt. 1973 wurde er in den Grazer Gemeinderat gewählt, dem er bis 1987 angehörte. Im selben Jahr wurde er als Mitglied des Bundesrats in Wien vereidigt, dem er 13 Jahre lang, bis 2000, angehörte. Sowohl 1994 aber auch 1998 war Gerstl Präsident der Zweiten Österreichischen Parlamentskammer.
Alfred Gerstl war auch um die Förderung des Sports in Österreich bemüht, vor allem der Kraftsport hatte es ihm angetan. Sowohl Bodybuilding als auch Karate machte er in den 1960er und 1970er Jahren in Österreich sehr populär. Durch seinen Sohn Karl lernte Gerstl einen jungen noch weitgehend unbekannten Bodybuilder namens Arnold Schwarzenegger kennen. Alfred Gerstl, in dessen Keller Arnold trainieren durfte, gilt als Mentor des späteren Schauspielers und Politikers Schwarzenegger, da Gerstl ihm ab 1966 die Reisen nach England und in die USA finanzieren half, um dort den Titel Mr. Universum zu gewinnen. Im Gegenzug fördert Schwarzenegger, wissend um die jüdischen Wurzeln von Alfred Gerstl, noch heute das Simon Wiesenthal Center in Los Angeles.

## Auszeichnungen
- 1994: Großes Goldenes Ehrenzeichen mit dem Stern für Verdienste um die Republik Österreich[2]
- Goldenes Ehrenzeichen für Verdienste um die Republik Österreich
- Silbernes Ehrenzeichen für Verdienste um die Republik Österreich
- Ehrenzeichen für Verdienste um die Befreiung Österreichs
- Großes Goldenes Ehrenzeichen des Landes Steiermark
- 1993: Ernennung zum Bürger der Stadt Graz[3]